# František Adámek (kněz)
František Adámek (2. prosince 1917 Višňové – 16. srpna 1988 Jemnice) byl římskokatolický kněz. V roce 1951 byl zajištěn statní bezpečností, přičemž mu byl odebrán státní souhlas k výkonu duchovenské činnosti.

## Životopis
Narodil se do věřící rodiny. Jeho nejstarší sestra Marie se na farnosti v Jemnici starala o chod farnosti, o kostel svatého Stanislava a farní společenství, ostatní sestry se staly řeholnicemi. Dne 19. června 1943 v Brně přijal kněžské svěcení. Poté působil jako kaplan nejprve na farnosti v Biskupicích (1943-1946), pak na farnosti v Českém Rudolci (1948-1951), nejprve jako kaplan, později jako administrátor. V roce 1951 byl zajištěn státní bezpečností, přičemž mu byl odebrán státní souhlas k výkonu funkce kněze.
V roce 1952 se přesunul  na farnost do Tvarožné, kde jako administrátor působil až do roku 1967. Od roku 1967 byla jeho posledním místem působení v roli administrátora farnost v Jemnici, kde působil až do své smrti v roce 1988.